# Viterbo (ort)
Viterbo är en ort i Colombia.   Den ligger i departementet Caldas, i den centrala delen av landet, 200 km väster om huvudstaden Bogotá. Viterbo ligger 976 meter över havet och antalet invånare är 15 216.
Terrängen runt Viterbo är varierad. Runt Viterbo är det ganska tätbefolkat, med 111 invånare per kvadratkilometer. Närmaste större samhälle är La Virginia, 18,1 km söder om Viterbo. Omgivningarna runt Viterbo är en mosaik av jordbruksmark och naturlig växtlighet.